# Joy (Raffaella Carrà)
 Joy  è una raccolta ufficiale di Raffaella Carrà, pubblicata l'8 marzo 2022 da Sony Music. Si tratta della prima pubblicazione dopo la morte dell'artista, avvenuta il 5 luglio 2021.

## Tracce
Download digitale, streaming
1. A far l'amore comincia tu
2. Tanti auguri
3. Pedro
4. Fiesta (Spanish version)
5. Ballo, ballo (1999 version)
6. Tuca Tuca (1999 version)
7. Ma che musica maestro
8. Rumore
9. Felicità, tà tà
10. Qué dolor (Spanish version)
11. 0303456 (1999 vrs)
12. Sono nera
13. E salutala per me
14. Chissà se va
15. Amicoamante
16. Forte forte forte
17. El Borriquito
18. Latino
19. Mi sento bella
20. La Marimorena
21. Rainbow Megamix (Get Far Remix)

CD
CD 1
1. A far l'amore comincia tu
2. Tanti auguri
3. Pedro
4. Fiesta (Spanish version)
5. Ballo, ballo (1999 version)
6. Tuca Tuca (1999 version)
7. Ma che musica maestro
8. Rumore
9. Felicità, tà tà
10. Qué dolor (Spanish version)

CD 2
1. 0303456 (1999 vrs)
2. Sono nera
3. E salutala per me
4. Chissà se va
5. Amicoamante
6. Forte forte forte
7. El Borriquito
8. Latino
9. Mi sento bella
10. La Marimorena

## Classifiche
| Classifica (2022) | Posizione massima |
| ----------------- | ----------------- |
| Italia            | 33                |
| Italia (vinili)   | 5                 |